# 제네시스 GV70
제네시스 GV70은 제네시스에서 제조하는 대한민국의 후륜구동 기반의 중형 SUV이다.

## 1세대(JK1)

### GV70 (2020년12월~2024년5월)
2020년 10월 29일 내외장 디자인 공개 후 2020년 12월 8일 전세계 동시 출시했다. GV70은 지난 2020년 1월 출시된 GV80에 이은 두번째 SUV 모델로, 역동적인 이미지를 강조한 도심형 럭셔리 SUV 모델이다. 전면부는 크레스트 그릴이 헤드램프보다 낮게 위치하여 공격적인 이미지를 강조하고, 두 줄 디자인의 쿼드램프를 통해 속도감과 역동성을 표현했다. 또한 범퍼 하단에 엔진 하부 보호용 덮개를 적용했다. 측면부는 파라볼릭 라인(Parabolic Line)이 우아한 감성을, 리어 펜더는 역동적인 느낌을 강조했다. 또한 루프라인과 C필러의 크롬라인은 스포티한 분위기를 자아낸다. 후면부는 지-매트릭스(G-Matrix) 패턴을 적용한 범퍼와 세로형 배기구, 차체 색상의 디퓨저 등 역동성을 강조했다. 내장은 운전자 중심의 실내 구조로 설계되었으며, 탑승객의 안락감과 편의성을 극대화하기 위해 한국 특유의 미적 요소인 ‘여백의 미’를 강조했다. 또한, 슬림한 형태의 송풍구과 얇은 크롬 라인을 통해 깔끔한 공간감을 구현했으며, 액정표시장치(LCD) 터치패드 적용을 확대해 조작버튼의 개수를 최소화하고 운전자의 편의성을 극대화했다.
동급 SUV최초로 운전석 ARG모션 시트를 장착하여 운전자의 편의를 극대화하였다.

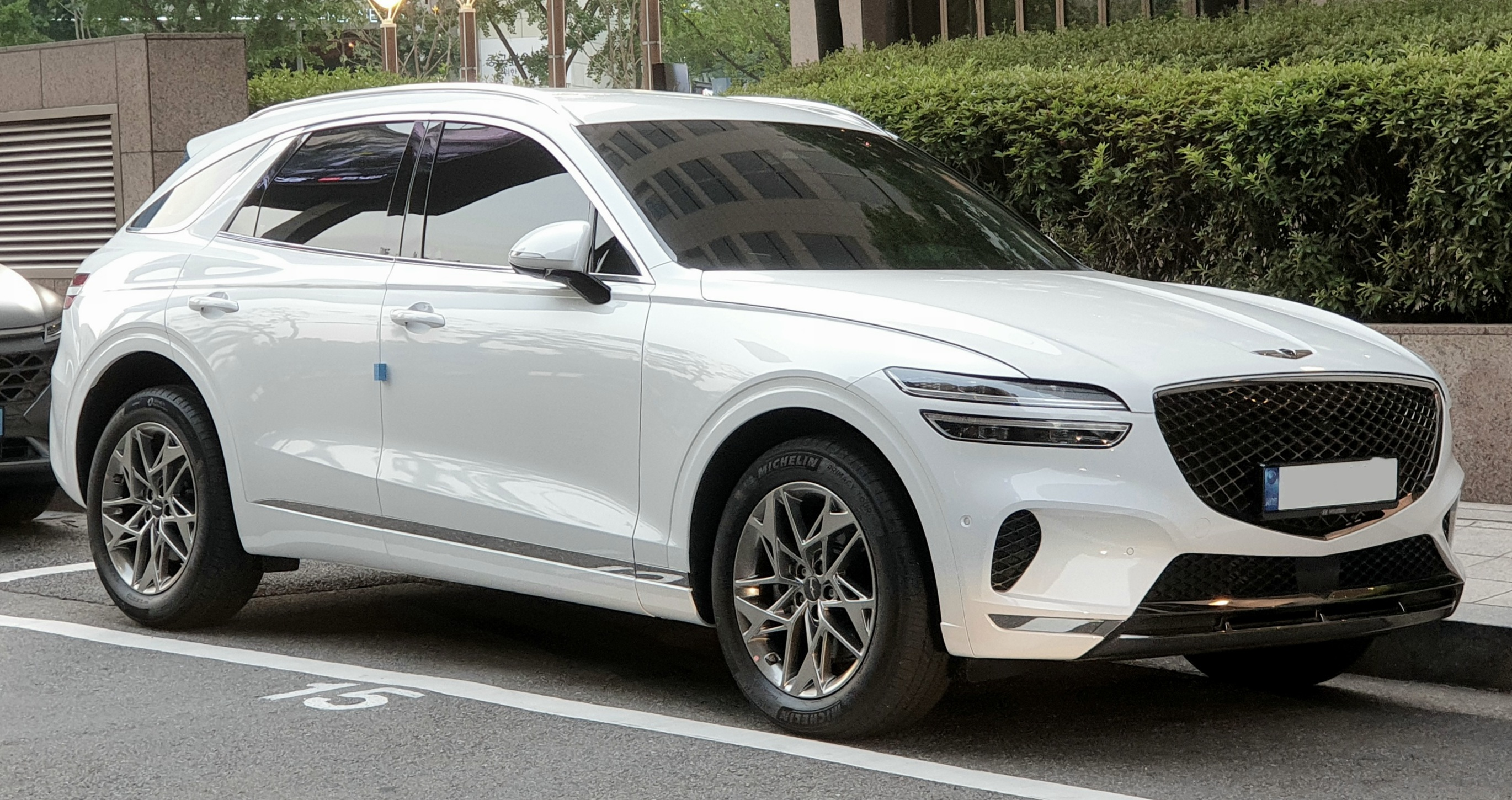
전면부
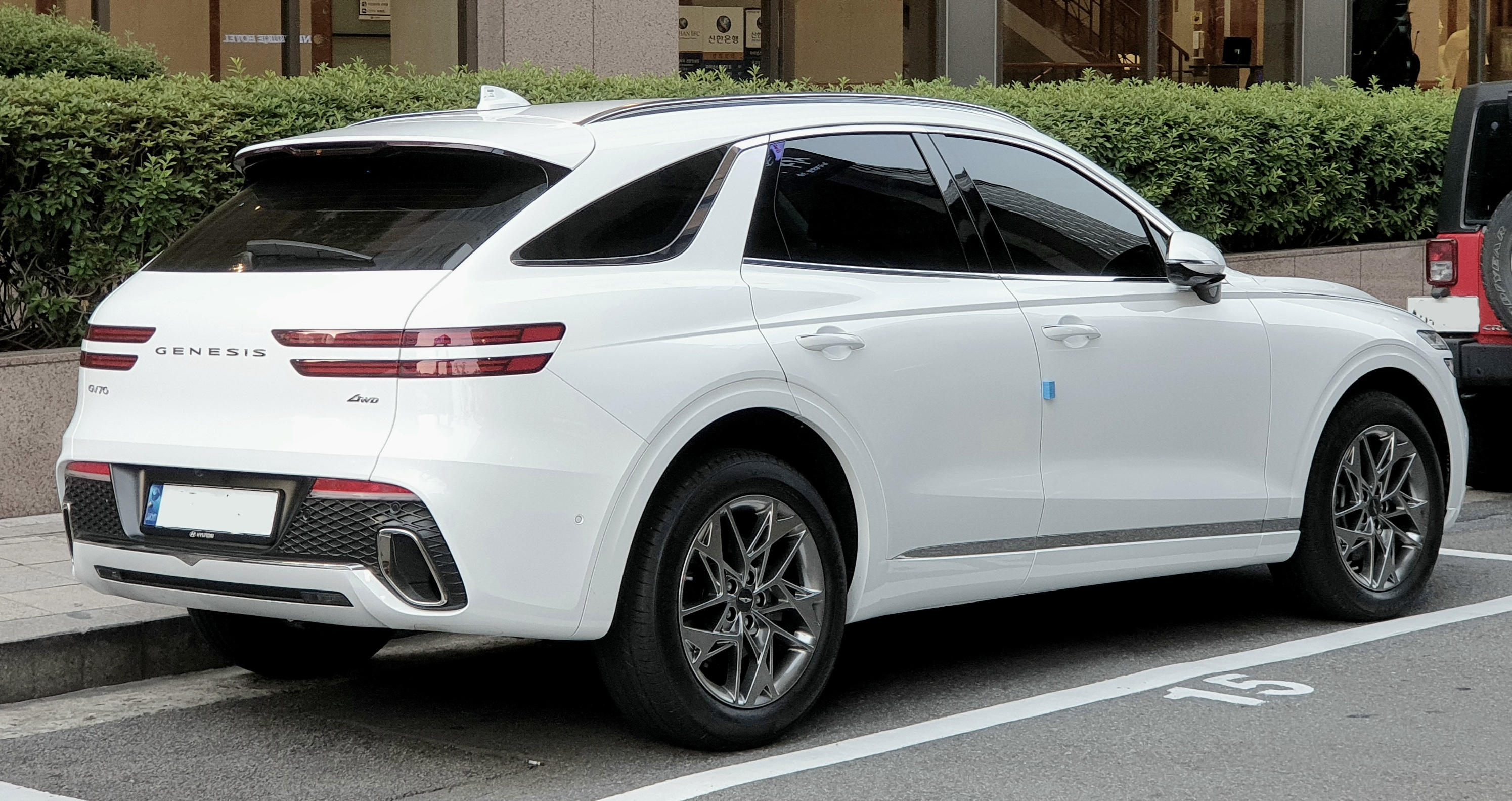
후면부
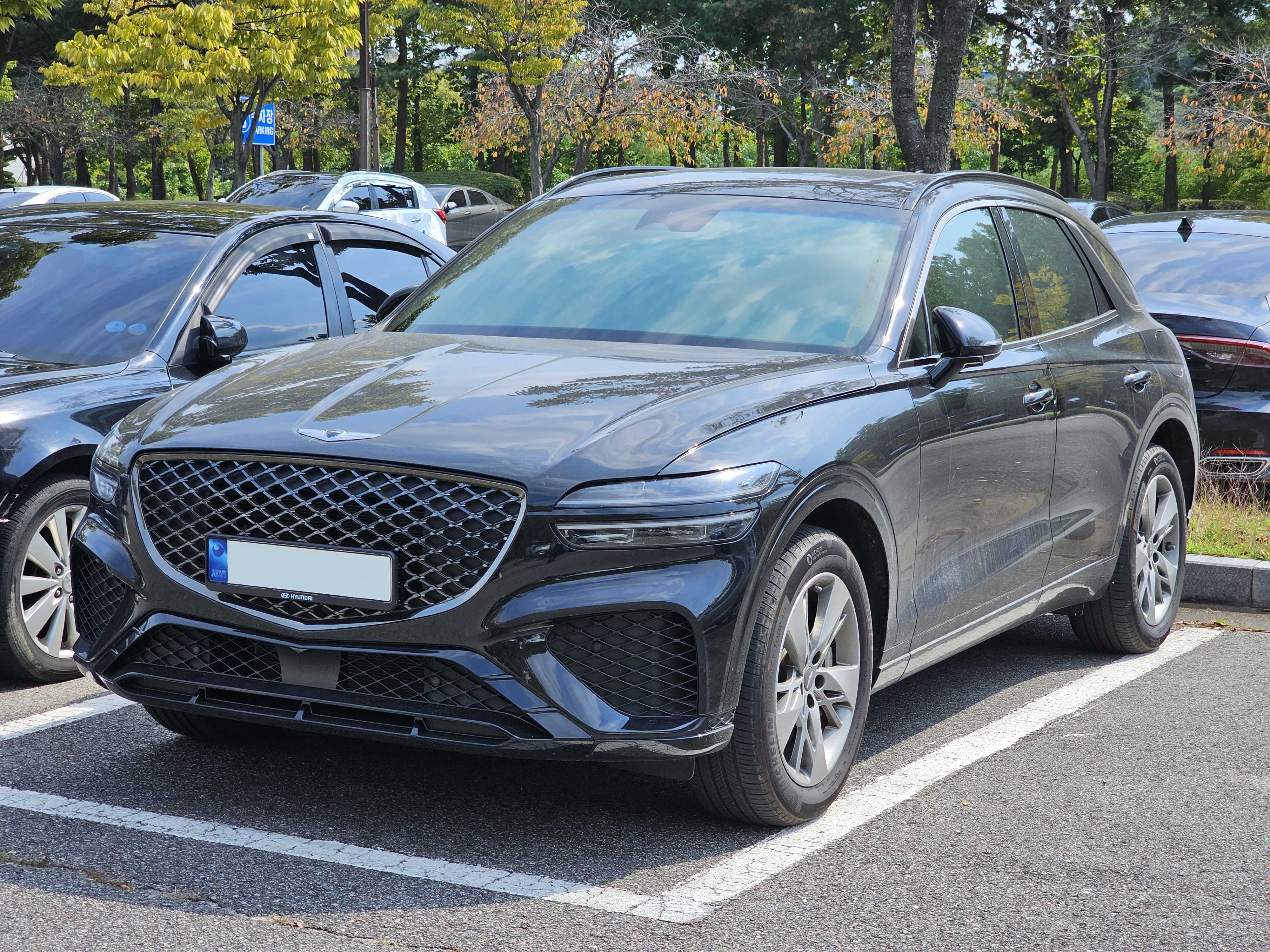
스포츠 전면부
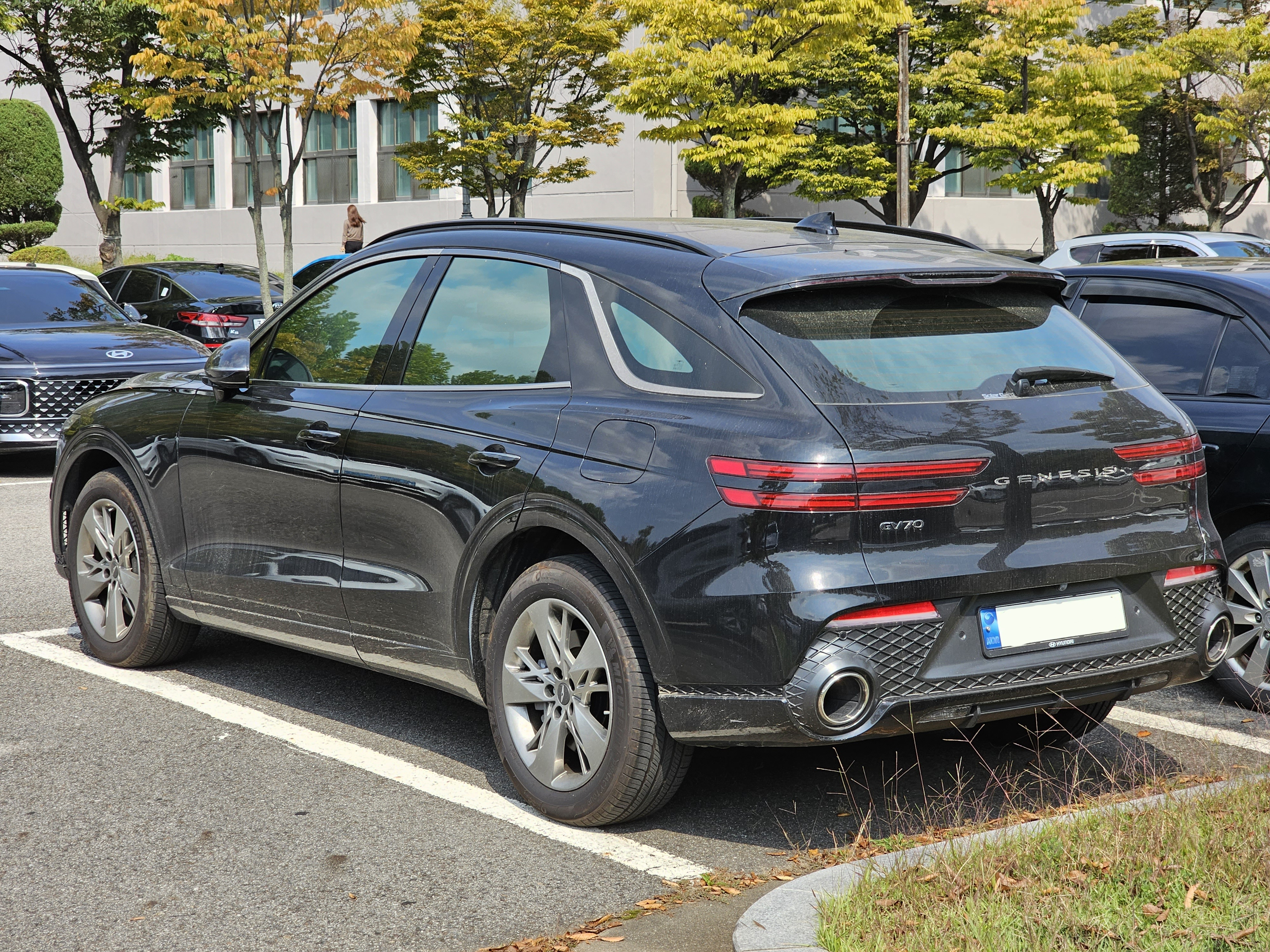
스포츠 후면부
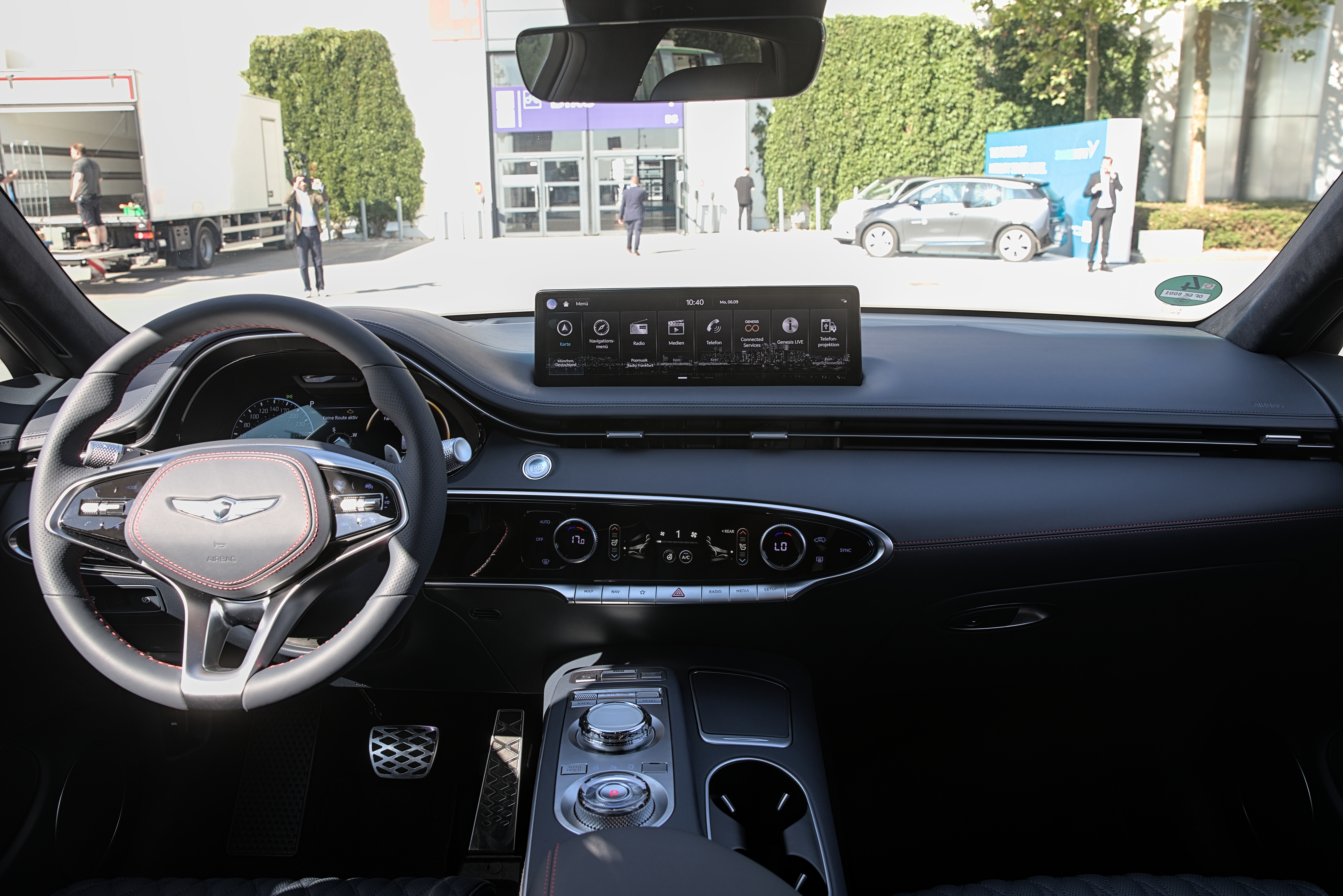
실내

#### 제원
| 구분            | 2.5T 가솔린                       | 2.2 디젤                         | 가솔린 3.5 터보                   |
| --------------- | --------------------------------- | -------------------------------- | --------------------------------- |
| 엔진형식        | 세타 2.5L I4 T-GDi(싱글터보) 엔진 | 2.2L I4(싱글터보) 엔진           | 람다 3.5L V6 T-GDi(트윈터보) 엔진 |
| 배기량(cc)      | 2,497                             | 2,151                            | 3,470                             |
| 복합연비(km/L)  | 10.7                              | 13.6                             | 8.6                               |
| 출력(PS)        | 304                               | 210                              | 380                               |
| 구동방식        | 2WD/AWD                           | 2WD/AWD                          | AWD                               |
| 최고토크(kgf.m) | 43.0                              | 45.0                             | 54.0                              |
| 형식            | 자동 8단                          | 자동 8단                         | 자동 8단                          |
| 전장(mm)        | 4,715                             | 4,715                            | 4,715                             |
| 전폭(mm)        | 1,910                             | 1,910                            | 1,910                             |
| 전고(mm)        | 1,630                             | 1,630                            | 1,630                             |
| 축거(mm)        | 2,875                             | 2,875                            | 2,875                             |
| 윤거 전(mm)     | 1,651(18″)/1,649(19″)/1,641(21″)  | 1,651(18″)/1,649(19″)/1,641(21″) | 1,649(19″)/1,641(21″)             |
| 윤거 후(mm)     | 1,667(18″)/1,665(19″)/1,657(21″)  | 1,667(18″)/1,665(19″)/1,657(21″  | 1,665(19″)/1,657(21″              |
| 연료탱크용량(L) | 66                                | 66                               | 66                                |

### GV70 전동화 모델
2021년 11월 19일, 2021 광저우 국제모터쇼에서 최초 공개 후 2022년 2월 24일, 사전계약을 진행했다. 이후 3월 16일 정식 출시됐다. 외장의 전면부 그릴은 전기차 전용 지-매트릭스 패턴이 적용되었으며, 그릴 상단에 위치한 충전구는 닫았을 때 충전구의 경계가 드러나지 않도록 디자인됐다. 후면부는 수평 형태의 범퍼와 스키드 플레이트가 적용됐다. 휠은 전동화 모델 전용 19인치와 20인치 휠 2가지로 선택적용된다. 
실내는 센터 터널을 낮추고 차체 바닥 두께를 최소화했으며, 후륜 전동화 시스템 높이 최소화로 기존 내연기관 모델과 동등한 2열 공간을 확보했다. 503ℓ의 트렁크와 22ℓ의 프렁크 용량을 갖췄고, 전동화 모델 전용 GUI가 적용된 12.3인치 클러스터가 적용됐다. 재활용 페트를 활용한 원단을 차량 천장에 적용하고 울 원단이 함유된 천연가죽 시트를 사용했다.
외장 색상은 카디프 그린, 카본메탈, 우유니 화이트 등 총 11종이며, 내장 색상은 파인 그로브 투톤, 글레이셔 화이트 투톤, 블랙 모노 등 총 3종이 있다.
앨라배마주 몽고메리 현지공장에서도 생산한다.

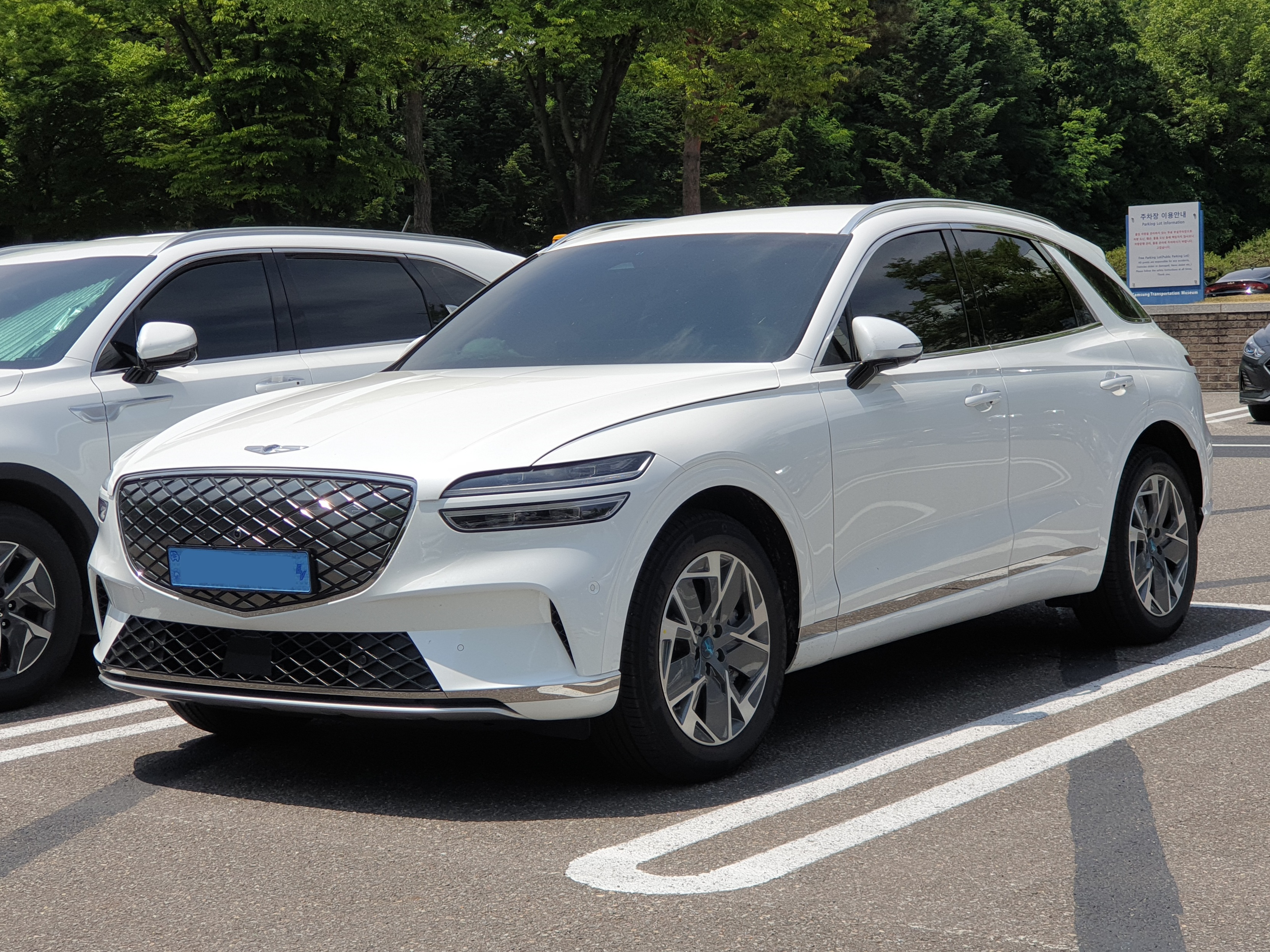
제네시스 Electrified GV70 전측면
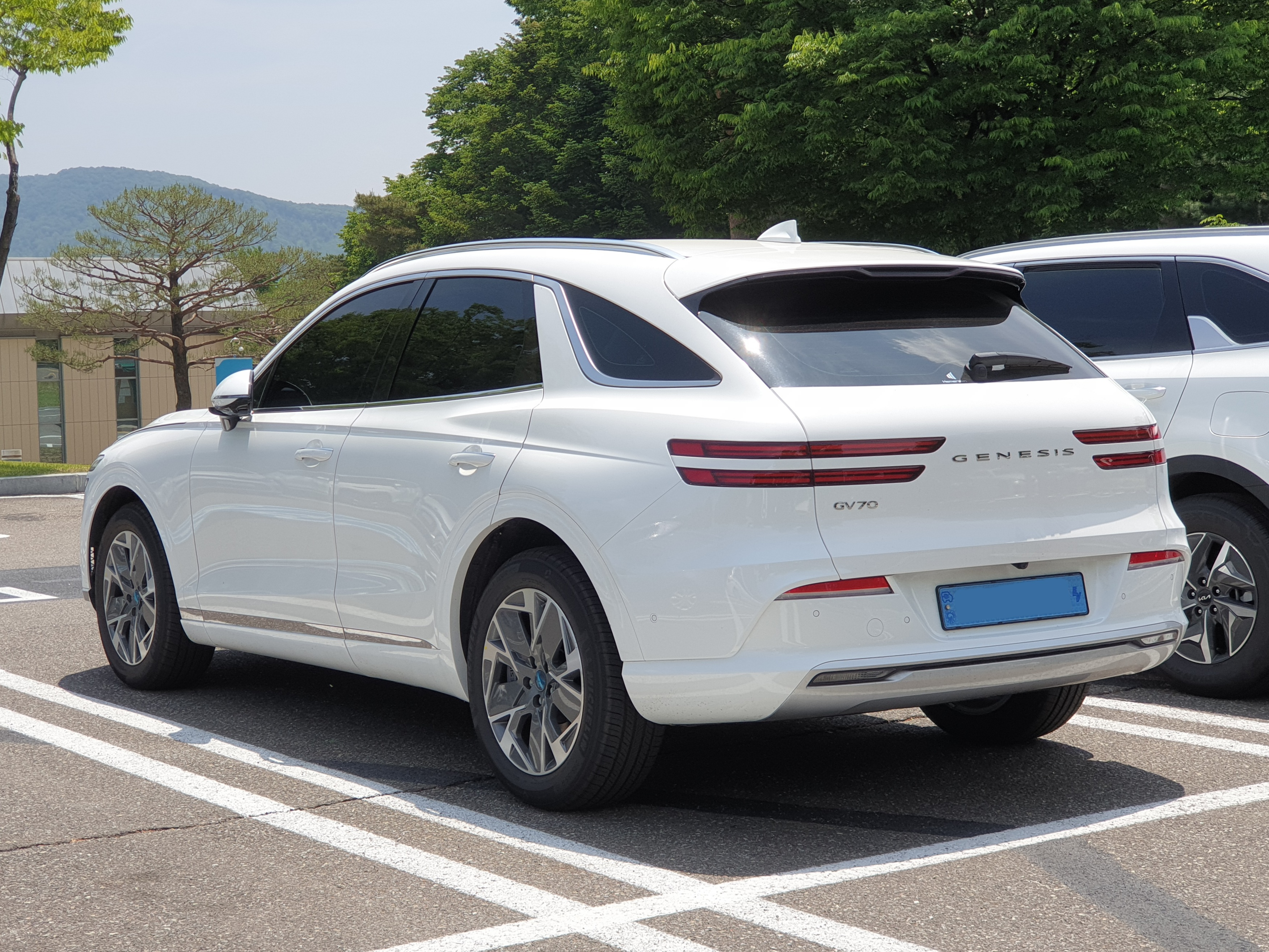
제네시스 Electrified GV70 후측면
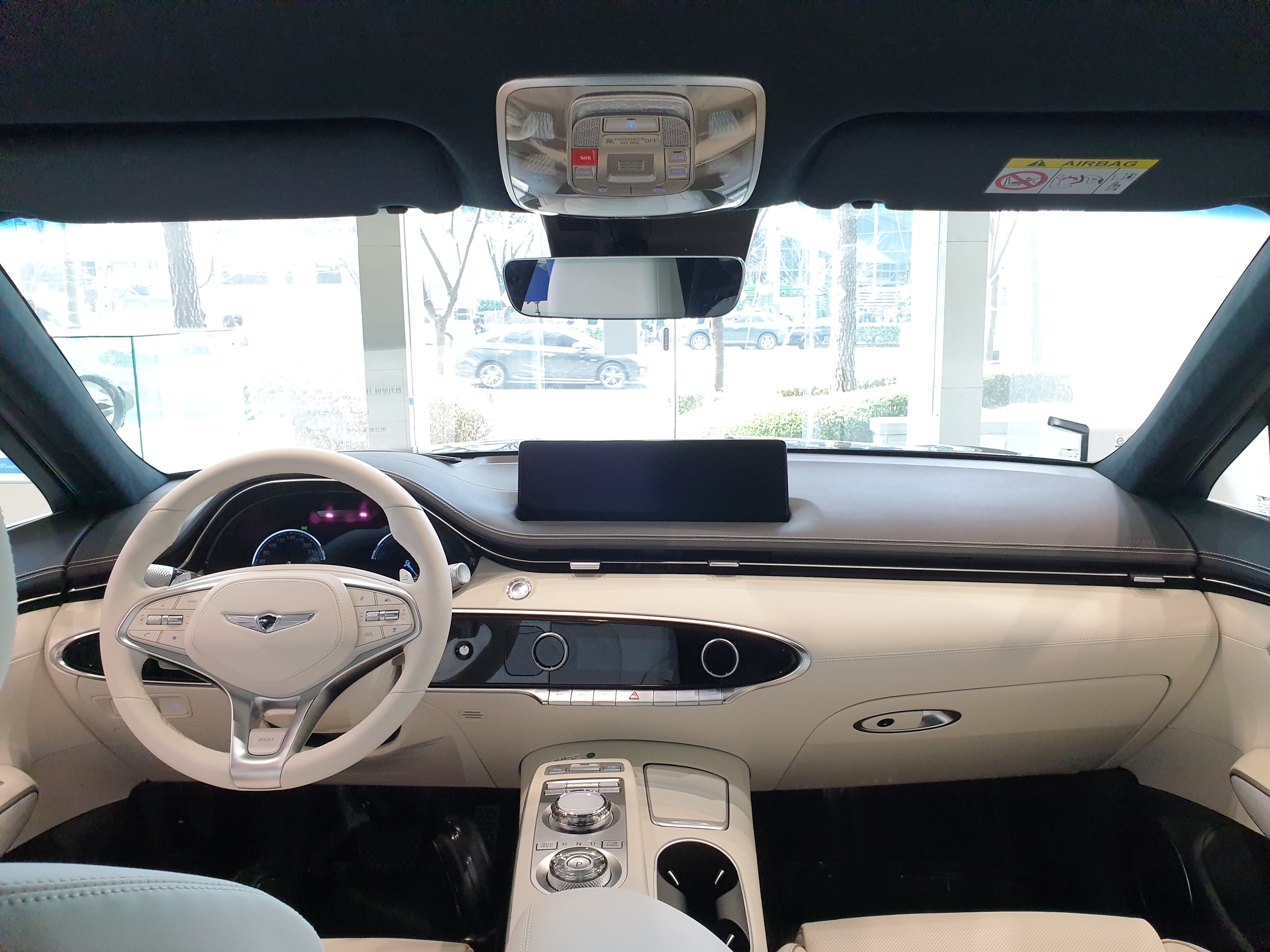
제네시스 Electrified GV70 실내

#### 제원
| 구분                            | GV70 전동화 모델                      |
| ------------------------------- | ------------------------------------- |
| 전장 (mm)                       | 4,715                                 |
| 전폭 (mm)                       | 1,910                                 |
| 전고 (mm)                       | 1,630                                 |
| 축간거리 (mm)                   | 2,875                                 |
| 윤거 전 (mm)                    | 1,647(19″) / 1,643(20″)               |
| 윤거 후 (mm)                    | 1,661(19″) / 1,657(20″)               |
| 엔진형식 / 배터리종류           | 리튬 이온 폴리머                      |
| 구동방식                        | AWD                                   |
| 배기량 (cc) / 배터리용량 (kWh)  | 77.4 kWh                              |
| 최고출력 (PS/rpm) / (kW)        | 전륜: 160kW, 후륜: 160kW, 합산: 320kW |
| 최대토크 (kgf.m/rpm) / (Nm)     | 전륜: 350Nm, 후륜: 350Nm, 합산: 700Nm |
| 최대 주행가능거리 (km/1회 충전) | 400                                   |
| 시속 0-100km (초)               | 4.2                                   |

### GV70 부분변경 모델(2024년5월~ 현재)
2024년 4월 26일 디자인 공개 후 2024년 5월 8일에 출시됐다. 2020년 12월 출시 이후 3년 4개월여 만에 선보이는 부분변경 모델로 2.5 터보 가솔린과 3.5 터보 가솔린 등 2가지 엔진 사양이다. 
전면부는 크레스트 그릴을 이중 메쉬 구조로 다듬었으며 두 줄 디자인의 헤드램프에는 MLA(Micro Lens Array) 기술이 탑재됐다. 전면 범퍼에 다부진 느낌을 주는 스키드 플레이트와 수평으로 확대된 에어 덕트를 적용했으며 측면부는 새로 디자인된 19인치 다크 하이퍼 실버 휠을 적용했다. 
후면부는 기존 범퍼에 위치했던 방향 지시등을 리어 콤비램프화 일체화했으며 리어 스포일러에 위치한 보조제동등(HMSL)의 형상을 직선화했다. 
외장 색상은 신규 색상인 '세레스 블루(유광/무광)'를 포함해 총 12종이다.
실내는 클러스터와 인포테인먼트 시스템을 하나로 합친 27인치 통합형 와이드 디스플레이와 터치 타입 공조 조작계를 탑재했으며 도어 상단부부터 센터페시아까지 이어지는 무드램프가 새롭게 탑재됐다. 5종의 기본 내장 색상과 4종의 스포츠 패키지 전용 내장 색상으로 운영된다.
주행중인 노면을 판단해 최적의 주행 모드를 자동으로 선택하는 오토 터레인 모드를 탑재했으며 전륜 서스펜션에 적용됐던 하이드로 부싱을 후륜 서스펜션에 추가해 승차감을 개선 시켰다. 또한 능동형 소음 제어 기술인 ANC-R(Active Noise Control-Road)을 적용해 정숙성도 향상 시켰다.
뱅앤올룹슨 사운드 시스템, 돌비 애트모스(Dolby Atmos), 무드 큐레이터, 직접식 감지(HOD, Hands on Detection) 스티어링 휠, 차로 유지 보조 2, 원격 스마트 주차 보조 2(RSPA 2), 전방/측방/후방/ 주차 충돌방지 보조(PCA_F/S/R), 빌트인 캠 2, 디지털 센터 미러 등 신규 사양이 추가됐으며 디지털 키 2, 실내 지문 인증 시스템, 콘솔 암레스트 수납함 자외선 살균 기능, 동승석 자세 메모리 시스템 등이 탑재됐다.
가격은 2024년형 대비 340만 원 인상된 5,380만 원부터 시작한다.

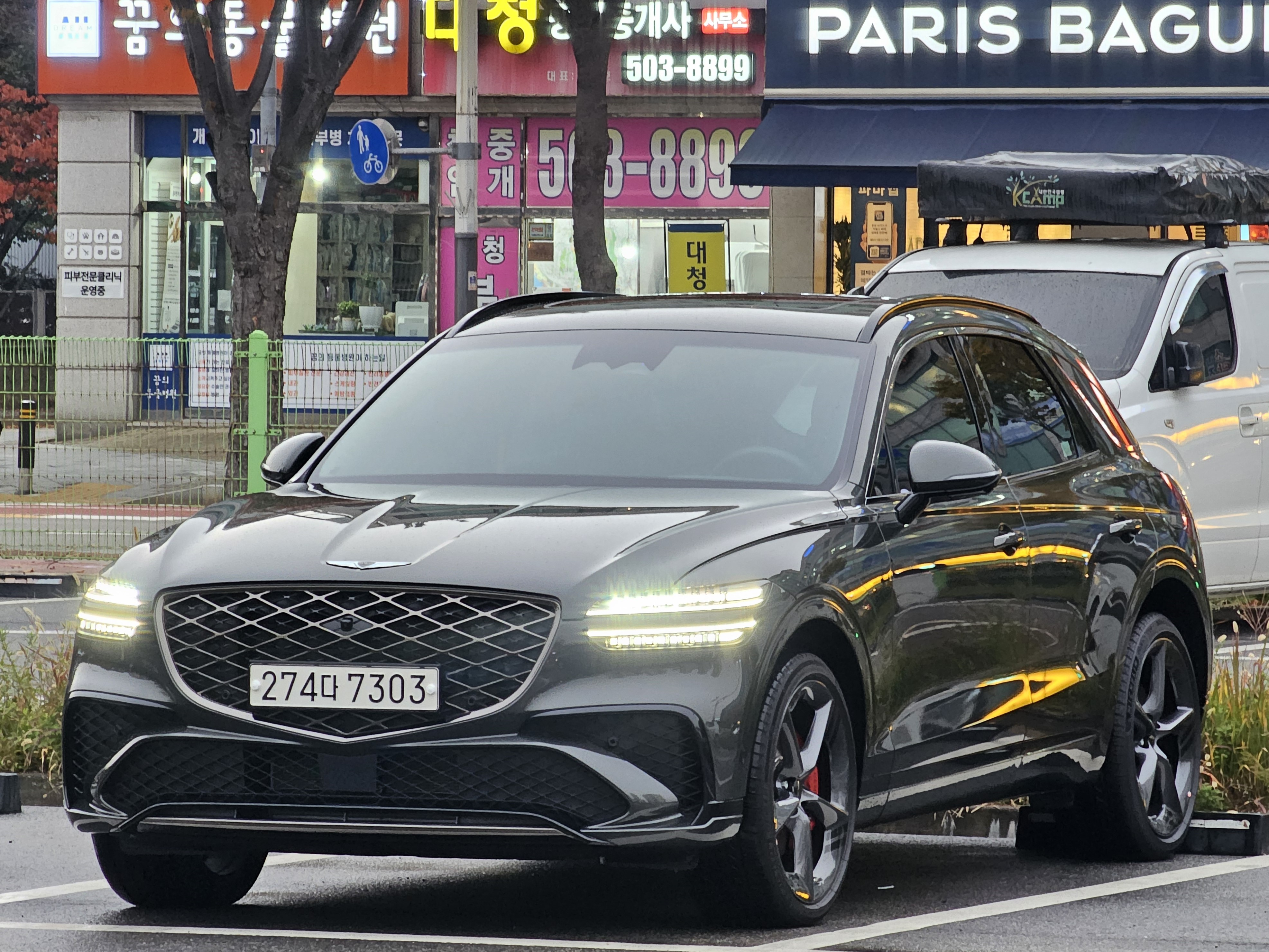
GV70 부분변경 전면
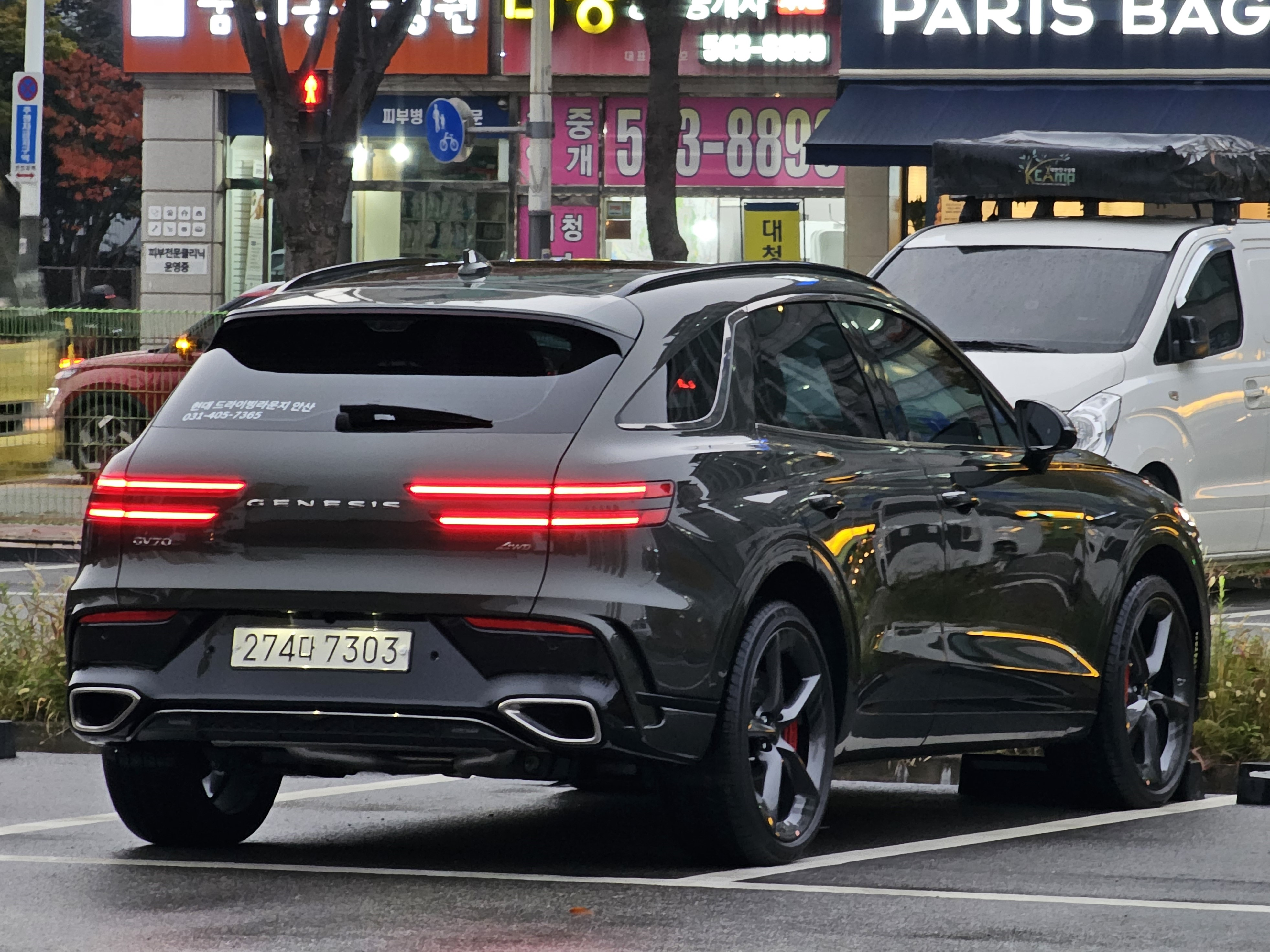
GV70 부분변경 후면
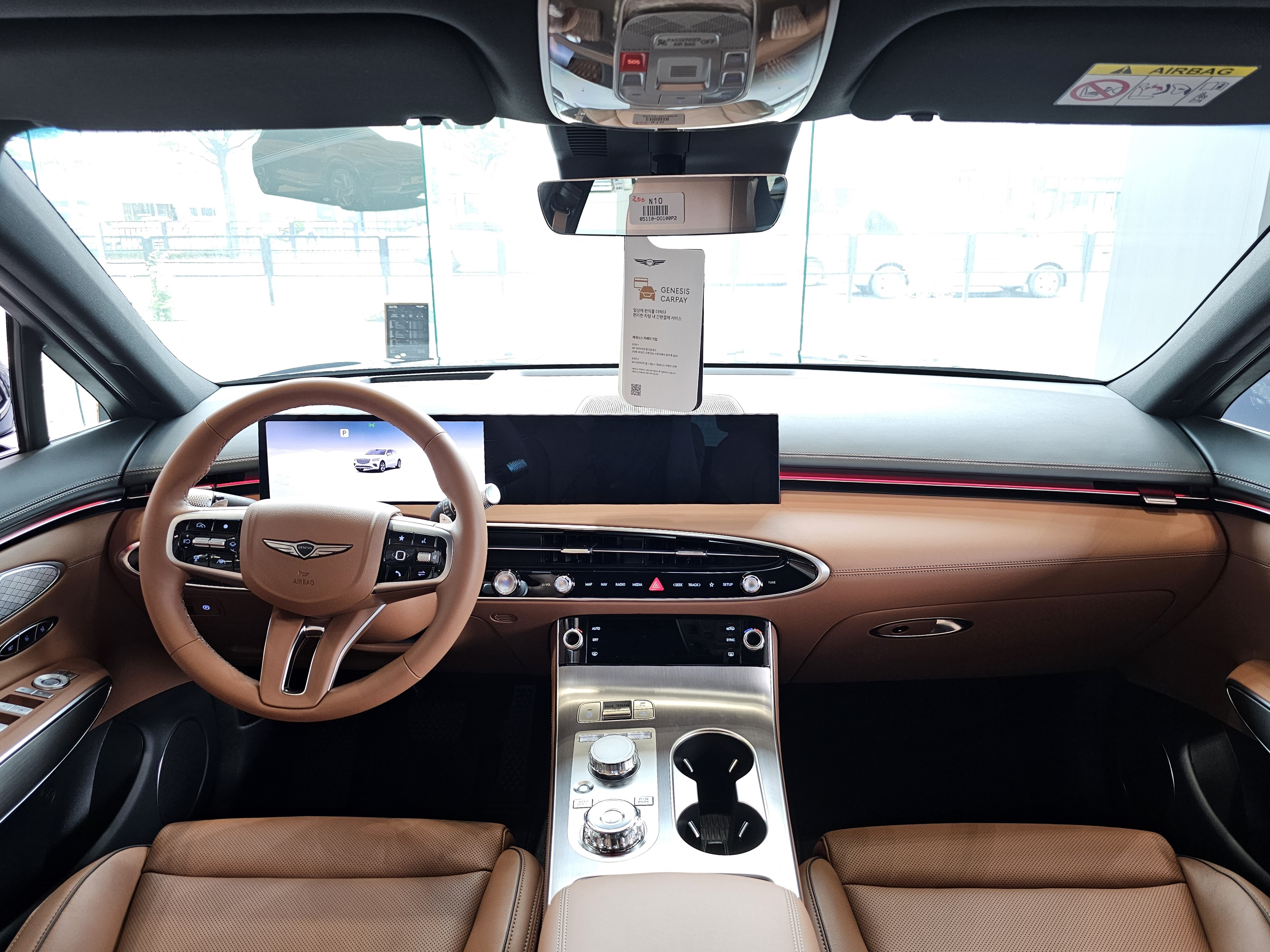
GV70 부분변경 실내

### GV70 전동화 부분변경 모델(2025년1월~ 현재)
2024년 12월 2일 디자인 공개 후 2025년 1월 16일에 출시됐다.
외관은 전면 헤드램프에 MLA(Micro Lens Array) 기술이 적용되었으며 무광 다크 그레이 색상의 20인치 신규 휠이 추가됐다. 후면부 방향지시등의 위치가 범퍼에서 리어 콤비램프로 올라갔고 리어 스포일러에 위치한 보조제동등(HMSL, High-Mounted Stop Lamp)의 형상이 변경됐다.
실내는 클러스터와 인포테인먼트 시스템(ccIC, connected car Integrated Cockpit)을 하나로 합친 27인치 통합형 와이드 디스플레이와 터치 타입 공조 조작계를 탑재했다.
외장 색상은 ‘세레스 블루(유광/무광)’를 포함해 총 12가지로 운영되며 내장 색상은 ‘아이시 블루/글레이셔 화이트 투톤’을 포함해 총 3가지로 운영된다.
84kWh의 4세대 배터리를 탑재해 1회 충전 시 주행가능거리가 423km로 증가했다. 350kW급 초급속 충전 시 18분만에 배터리 용량의 80%(10%->80%)까지 충전 가능하며 배터리 컨디셔닝 모드도 개선됐다.
새로운 전기차 전원 제어 기술이 적용되어 브레이크를 밟지 않고 시동 버튼을 1회 눌러 전기는 사용 가능하고 주행은 불가능한 ‘POWER ON’ 상태로 진입할 수 있으며, 이 상태에서 냉ᆞ난방 공조와 실내 V2L, 유틸리티 모드 등의 기능을 사용할 수 있다.
프리뷰 전자제어 서스펜션(ECS, Electronic Control Suspension)에 ‘HBC(Highway Body motion Control, 고속도로 바디 모션 제어)’ 기술이 추가되었고 오토 터레인 모드, 횡풍안전제어 기술 등이 적용됐다. 전륜 서스펜션에 적용됐던 하이드로 부싱을 후륜 서스펜션에도 추가하고 후륜 PE(Power Electric) 마운트의 부싱을 최적화해 주행 진동이 개선됐다.
편의 기능으로는 뱅앤올룹슨 고해상도 사운드 시스템, 돌비 애트모스, 무드 큐레이터 등의 신규 사양이 추가됐고 직접식 감지(HoD) 스티어링 휠, 원격 스마트 주차 보조 2 등이 적용된다.
판매 가격은 전기차 세제혜택 적용 후 기준으로 7,530만원이다.

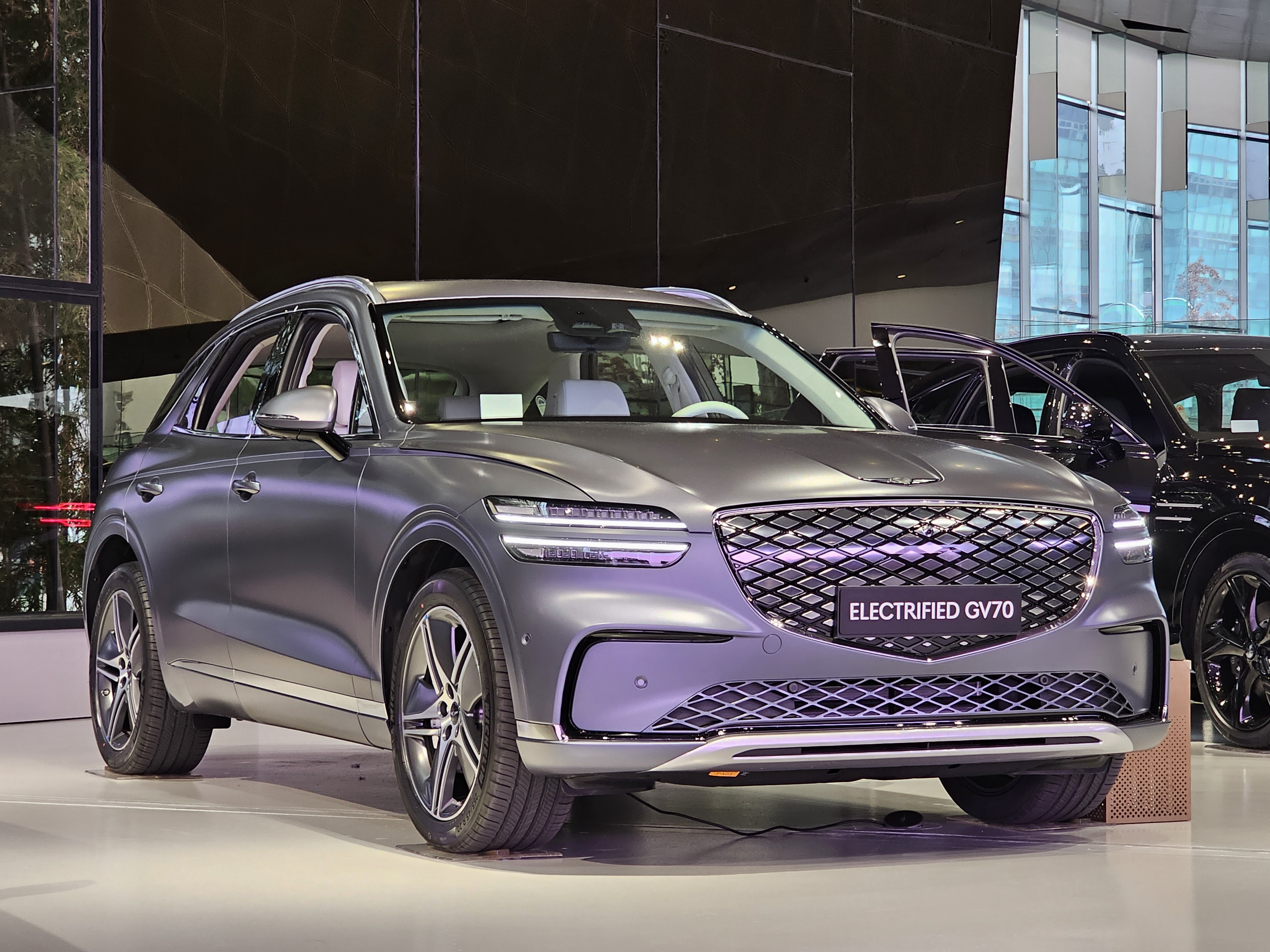
전면
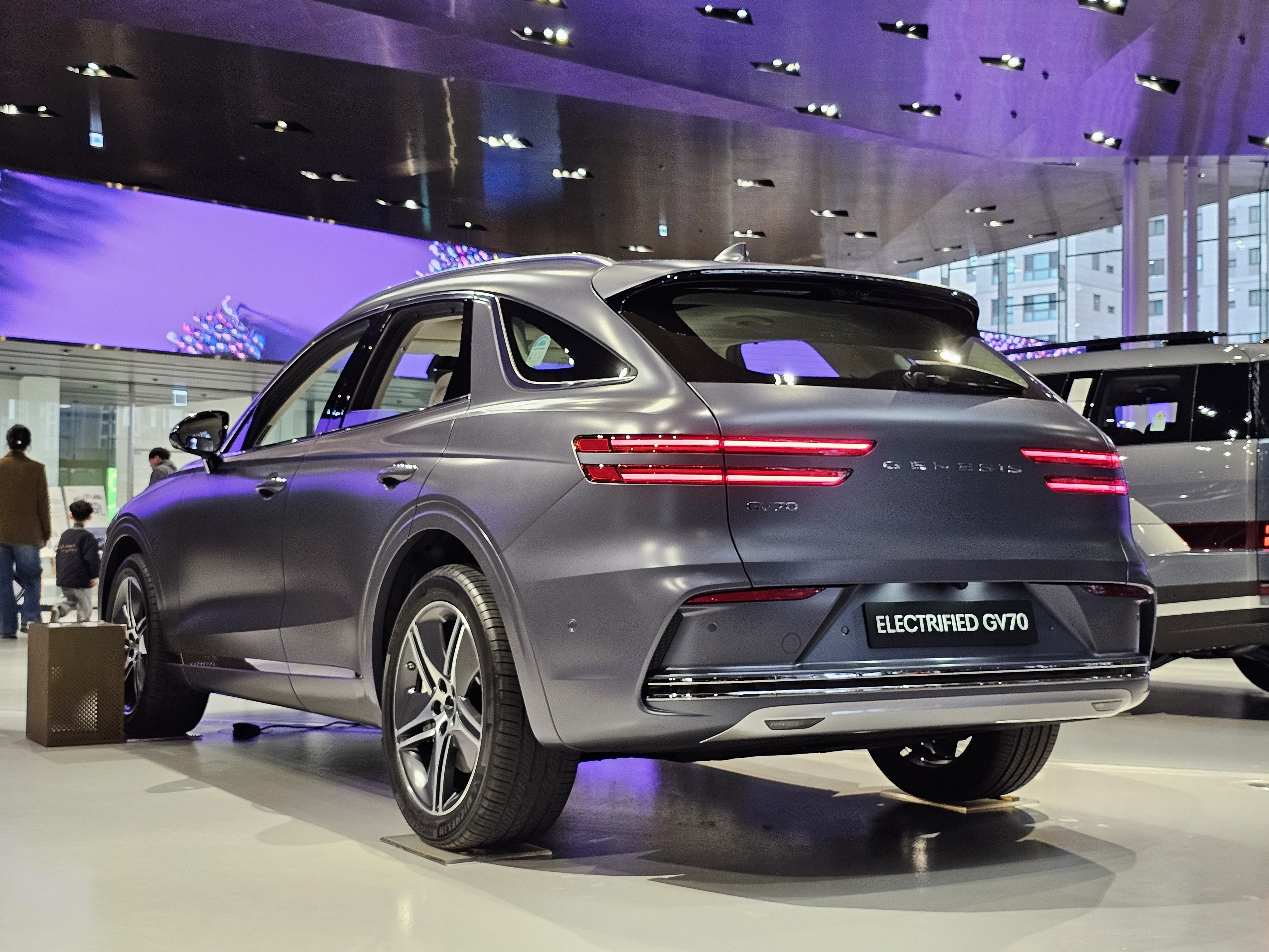
후면
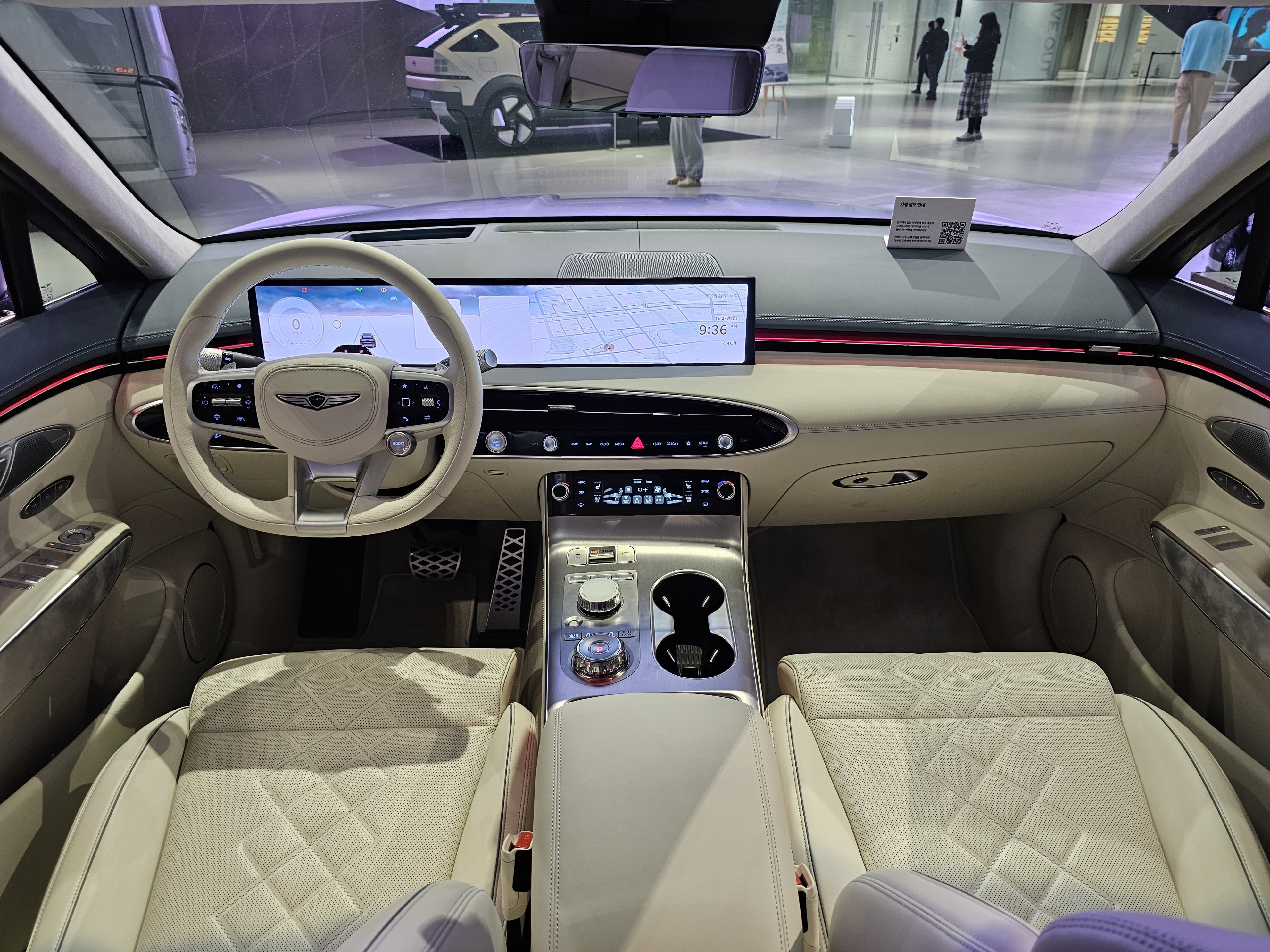
실내

## 수상 내역
- 미국 카 앤 드라이버 <2025 에디터스 초이스 어워즈> - '콤팩트 럭셔리 전기 SUV' 부문 (전동화 모델)
- 미국 카 앤 드라이버 <2025 에디터스 초이스 어워즈> - '콤팩트 럭셔리 SUV' 부문
- 미국 카 앤 드라이버  <10 Best Trucks for 2025>